# Festival des cerisiers en fleurs Subaru de Philadelphie

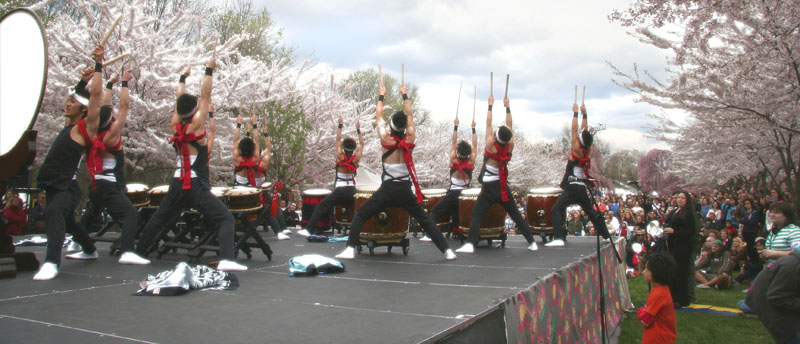
Sakura Sunday - Événement principal du Festival des cerisiers en fleurs Subaru de Philadelphie, en 2008.

Depuis 1998 a lieu à Philadelphie le Festival des cerisiers en fleurs Subaru (Subaru Cherry Blossom Festival of Greater Philadelphia) organisé par la Société nippo-américaine du Grand Philadephie. Faisant écho à un don en 1926 du Japon à la ville de Philadelphie de 1 600 arbres à fleurs, la Société nippo-américaine du Grand Philadephie s'était donné pour objectif de planter 1 000 cerisiers au parc Fairmount. Une fois cet objectif atteint en 2007, il fut élargi pour planter des cerisiers dans les parcs communautaires de toute la région.
Depuis sa création, le festival a diversifié ses activités. Consistant la première année en une simple cérémonie de jour, le Festival des cerisiers en fleurs Subaru présente maintenant plus de 50 évènements s'étendant sur plus de quatre semaines. Parallèlement avec l'augmentation du nombre de sakura, l'intérêt pour ce festival n'a cessé de croître et accueille des dizaines de milliers de personnes chaque année. L'Arboretum du centenaire des États-Unis est l'un des endroits où se déroulent les festivités.